# Ptilocephala monteiroi
Ptilocephala monteiroi é uma espécie de insetos lepidópteros, mais especificamente de traças, pertencente à família Psychidae. A autoridade científica da espécie é Bourgogne, tendo sido descrita no ano de 1953. Trata-se de uma espécie presente no território português.